# Gheorghi Arnaoudov
Gheorghi Arnaoudov (født 18. marts 1957 i Sofia, Bulgarien) er en bulgarsk komponist, professor, lærer og anmelder.
Arnaoudov studerede komposition på State Academy of Music Pancho Vladigerov hos bl.a. Alexander Tanev. Han studerede også på sommerkurser hos Brian Ferneyhough og Ton de Leeuw.
Han har skrevet 2 symfonier, orkesterværker, kammermusik, elektronisk musik, koncertmusik, scenemusik, oratorier, vokalmusik etc. Arnaoudov har også studeret musik fra Fjernøsten og det antikke Grækenland. Han underviste som professor og lærer på bl.a. New Bulgarian University. Arnaoudov er inspireret af bl.a. Anton Webern, Krzysztof Penderecki og Morton Feldman.

## Udvalgte værker
- Symfoni nr. 1 (1984) - for orkester
- Symfoni nr. 2 (1990) - for orkester
- Koncert (1986) - for orkester
- Koncert (2008-10) - for violin, strygere, slagtøj og keyboard